# Notiobiella multifurcata
Notiobiella multifurcata is een insect uit de familie van de bruine gaasvliegen (Hemerobiidae), die tot de orde netvleugeligen (Neuroptera) behoort. 
Notiobiella multifurcata is voor het eerst wetenschappelijk beschreven door Tillyard in 1916.